# 流水

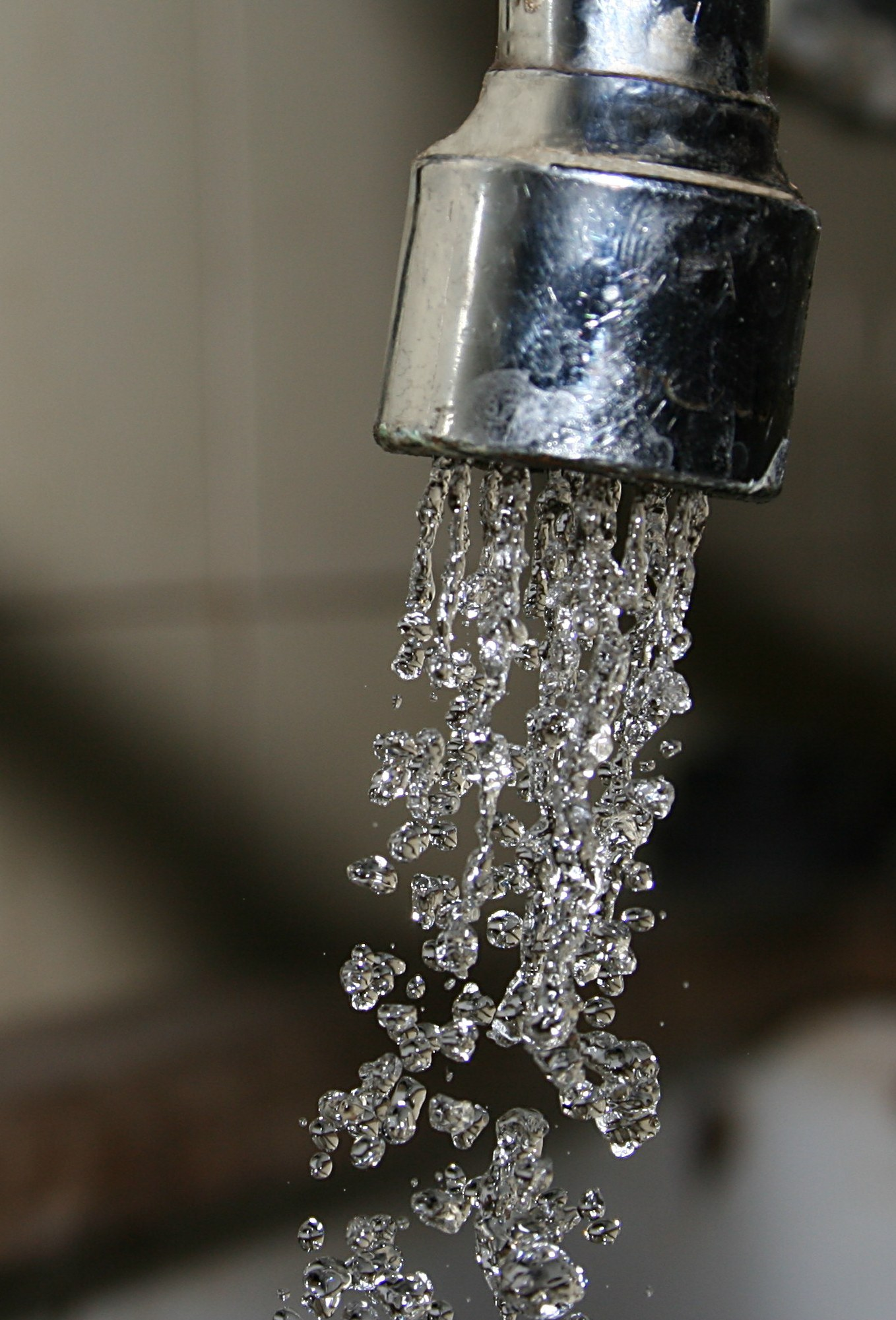
流水

流水為移动的液态水。形成流水的地方包括河流、湖泊、溪澗、水龍頭流下來的自來水，甚至人工撥動的水流皆是流水。
流水之作用為水分所在地加添或去除元素，為水分帶來生命力，流水不腐。若果為一潭死水的話，元素就會沉積、腐爛，使水分敗壞。
中國成語中，比喻兩人只有一人對另一人有意思，而另一人則對那人沒有興趣，稱「落花有意，流水無情」。